# Jørgen Plaetner
Jørgen Plaetner (født 14. februar 1930 i København, Danmark, død 9. juli 2002 i Växjö, Sverige) var en dansk komponist.
Han blev uddannet i komposition og musikteori på Det Kongelige Danske Musikkonservatorium og tog desuden uddannelse i orgel- og klokkespil hos organisten Paul Rung-Keller. Plaetners forbilleder var komponisterne Vagn Holmboe og Niels Viggo Bentzon.
Op gennem 1950erne har Plaetner besøgt Darmstädter Ferienkurse tre gange (første gang i 1950) og studeret teori og akustik hos komponisten Hermann Heiss også i Darmstadt.
Jørgen Plaetner udnævnes i 1967 til Danmarks første stadskomponist i den kulturbevidste by Holstebro og var der i ti år, til interessen for ham mindskedes. I 1979 flyttede han til Sverige.